# The Eldorado Lode
The Eldorado Lode è un cortometraggio muto del 1913 diretto da J. Searle Dawley.

## Produzione
Il film fu prodotto dalla Edison Company.

## Distribuzione
Distribuito dalla General Film Company, il film - un cortometraggio in una bobina - uscì nelle sale cinematografiche degli Stati Uniti il 10 gennaio 1913. Venne distribuito anche nel Regno Unito il 12 aprile 1913.